# Районг
 Тази статия е за града в Тайланд.  За провинцията вижте Районг (провинция).  
Районг (на тайски: เทศบาลนครระยอง) е град в централната част на Тайланд, административен център на провинция Районг. Населението му е около 61 902 души (31 декември 2014).
Разположен е на 6 метра надморска височина в Менамската низина, на брега на Тайландския залив и на 150 километра югоизточно от Банкок. Селището е създадено през 1917 година. В града са разположени заводи за сглобяване на автомобили – на БМВ и съвместен завод на „Форд Мотър Къмпани“ и „Мазда“.